# Clarotèids
La família dels clarotèids (Claroteidae) és constituïda per peixos actinopterigis d'aigua dolça i de l'ordre dels siluriformes.

## Morfologia
- Cos moderadament allargat.
- Presenten, generalment, quatre parells de barbes sensorials.[1]

## Distribució geogràfica
Es troba a Àfrica.

## Gèneres
- Amarginops (Nichols & Griscom, 1917)[3]
  - Amarginops hildae (Bell-Cross, 1973)
  - Amarginops platus (Nichols & Griscom, 1917)
- Bathybagrus (Bailey & Stewart, 1984)[4]
  - Bathybagrus tetranema (Bailey & Stewart, 1984)
- Chrysichthys (Bleeker, 1858)[5]
- Clarotes (Kner, 1855)[6]
  - Clarotes bidorsalis (Pellegrin, 1938)
  - Clarotes laticeps (Rüppell, 1829)
- Gephyroglanis (Boulenger, 1899)[7]
  - Gephyroglanis congicus (Boulenger, 1899)
  - Gephyroglanis gymnorhynchus (Pappenheim, 1914)
  - Gephyroglanis habereri (Steindachner, 1912)
- Lophiobagrus (Poll, 1942)[8]
  - Lophiobagrus aquilus (Bailey & Stewart, 1984)
  - Lophiobagrus asperispinis (Bailey & Stewart, 1984)
  - Lophiobagrus brevispinis (Bailey & Stewart, 1984)
  - Lophiobagrus cyclurus (Worthington & Ricardo, 1937)
- Phyllonemus (Boulenger, 1906)[9]
  - Phyllonemus brichardi (Risch, 1987)
  - Phyllonemus filinemus (Worthington & Ricardo, 1937)
  - Phyllonemus typus (Boulenger, 1906)[10][11][12][13][14]